# بيلي ديفيز (لاعب كرة قدم)
بيلي ديفيز (بالإنجليزية: William Davies)‏ هو لاعب دوري الرغبي ولاعب كرة قدم بريطاني، ولد في 14 مارس 1948 في لي في المملكة المتحدة. شارك مع منتخب إنجلترا لدوري الرغبي ومنتخب بريطانيا العظمى لدوري الرغبي. أما مع النوادي، فقد لعب مع ويغان ووريورز.